# Acroneuria arida
Acroneuria arida és una espècie d'insecte plecòpter pertanyent a la família dels pèrlids.

## Alimentació
És carnívor.

## Distribució geogràfica
Es troba a Nord-amèrica: Geòrgia, Carolina del Nord, Ohio Nova Jersey, Pennsilvània i Tennessee, incloent-hi les muntanyes Apalatxes.